# 神戶高速線

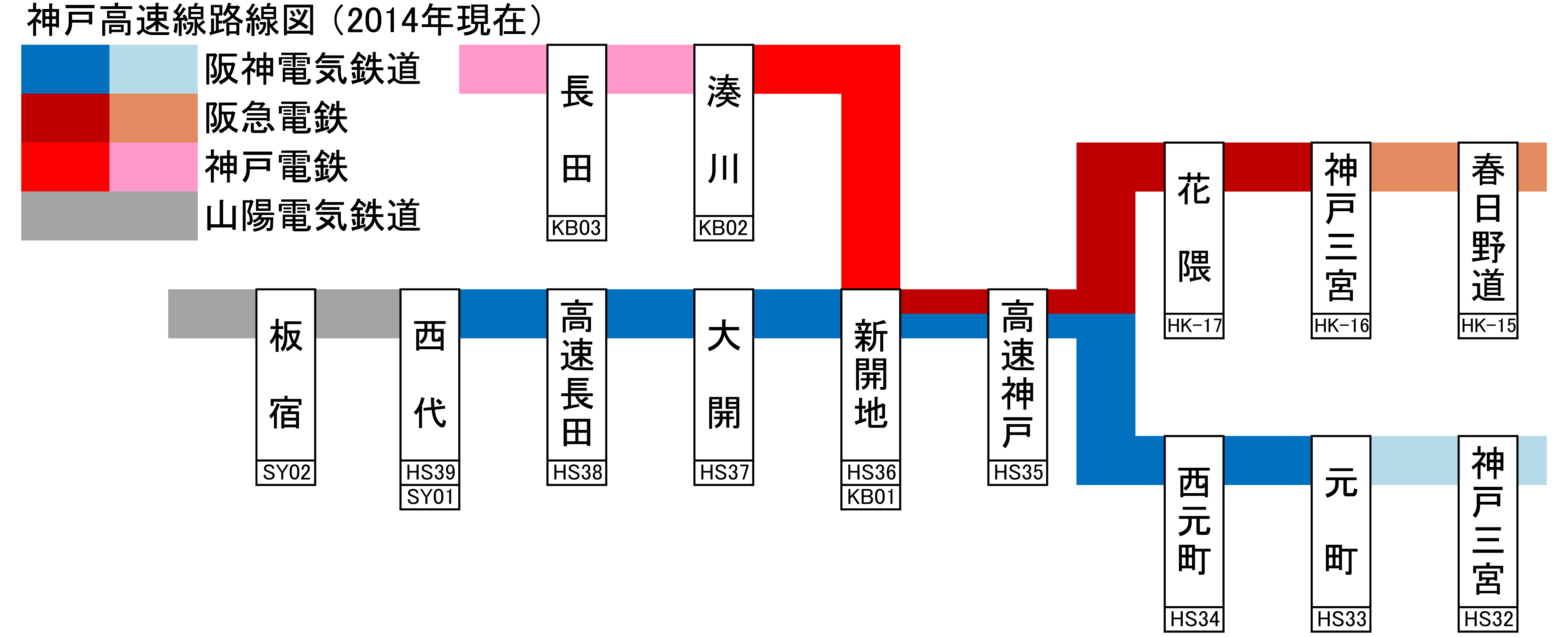
神戶高速線路線圖。藍色為阪神神戶高速線、茶色為阪急神戶高速線、紅色為神戶電鐵神戶高速線。

神戶高速線（日语：／ Kōbe Kōsoku sen */?）是阪神電氣鐵道・阪急電鐵・神戶電鐵三家私鐵運營的路線名称。過往山陽電氣鐵道亦有運營同名路線。

## 現有路線
- 阪神電氣鐵道 阪神神戶高速線 - 神戶高速鐵道東西線（元町 - 西代）
- 阪急電鐵 阪急神戶高速線 - 神戶高速鐵道東西線（阪急神戶三宮 - 新開地）
- 神戶電鐵 神戶電鐵神戶高速線 - 神戶高速鐵道南北線（新開地 - 湊川）

## 過去存在的路線
- 阪急電鐵 神戶高速線 - 神戶高速鐵道東西線（新開地 - 西代）
- 山陽電氣鐵道 神戶高速線 - 神戶高速鐵道東西線（元町 - 西代、阪急神戶三宮 - 高速神戶）